# Горлов, Никита Романович
Никита Романович Горлов (16 апреля 1909 — 31 августа 1965) — советский военачальник, военный лётчик, участник Боев на Халхин-Голе и Советско-японской войны, командир 29-й истребительной авиационной Амурской дивизии во время Советско-японской войны, генерал-майор авиации (03.08.1953).

## Биография
Никита Романович Горлов родился 16 апреля 1909 года в деревне Жилинка Малоярославецкого уезда Калужской губернии (ныне Малоярославецкого района Калужской области). Русский.
Работал слесарем, токарем, бригадиром и мастером цеха на заводе № 4 Наркомата почт и телеграфа в Москве.
27 мая 1932 года по мобилизации ВКП(б) направлен на обучение в Ворошиловград в 11-ю военную школу летчиков в Ворошиловграде которую окончил в 1933 году. По окончании служил пилотом, младшим летчиком, командиром звена и отряда в ВВС Ленинградского военного округа. В июне 1938 года назначен командиром эскадрильи в 18-й истребительный авиационный полк в составе ВВС 2-й отдельной Краснознаменной армии на Дальнем Востоке. В августе—сентябре 1939 года принимал участие в боях на Халхин-Голе в МНР. Указом Верховного совета СССР от 23 февраля 1940 года награждён орденом Красного Знамени. 11 февраля 1940 года назначен командиром 18-го истребительного авиационного полка.
С началом Великой Отечественной воины продолжал командовать этим полком. С 12 августа по 11 сентября 1941 года врид заместителя командира 29-й истребительной авиационной дивизии. 30 марта 1942 года допущен к исполнению должности командира 29-й истребительной авиационной дивизии и в этой должности находился до конца войны. В период с 3 июля по 24 сентября 1944 г. полковник Н. Р. Горлов проходил боевую стажировку на 3-м Белорусском фронте в составе 265-й истребительной авиадивизии. В ходе её занимался организацией взаимодействия авиации с 5-й танковой армией.
С 9 августа по 3 сентября 1945 года полковник Н. Р. Горлов командиром 29-й истребительной авиационной дивизии в составе 10-й воздушной армии 2-го Дальневосточного фронта принимал участие в Советско-японской войне. Части дивизии прикрывали войска фронта при проведении Сунгарийской наступательной операции, затем действовали на цицикарском направлении.
За время боев дивизия выполнила на уничтожение наземных войск и техники противника 419 боевых вылетов с налетом 344 часа.
По окончании войны дивизия за овладение всей Маньчжурией, Южным Сахалином и островами Сюмусю и Парамушир из группы Курильских островов, главным городом Маньчжурии Чанчунь и городами Мукден, Цицикар, Жэхэ, Дайрэн, Порт-Артур объявлена благодарность Верховного Главнокомандующего, Приказом НКО № 0159 от 14 сентября 1945 года дивизии присвоено почетное наименование «Амурская», а два её полка награждены орденами.
После войны продолжал командовать дивизией. С октября 1946 года по июнь 1947 года проходил подготовку на курсах усовершенствования командиров и начальников штабов авиадивизий при Военно-воздушной академии, затем назначен командиром 315-й истребительной авиационной Рижской дивизии в составе 14-го истребительного авиационного Рижского корпуса 1-й воздушной армии Белорусского военного округа. С декабря вступил в командование 58-м истребительным авиационным Рижским корпусом 26-й воздушной армии Белорусского военного округа.
В ноябре 1951 года зачислен слушателей авиационного факультета Высшей военной академии Генерального штаба имени К. Е. Ворошилова. По её окончании в ноябре 1953 года назначен заместителем командующего 76-й воздушной армии по ПВО Ленинградского военного округа. 
17 декабря 1957 года уволен в запас. Скончался 31 августа 1965 года на 57-м году жизни.

## Награды
- 3 ордена Красного Знамени[1];
- орден Отечественной войны I степени[1];
- Орден Красной Звезды[1];
- Медаль «За боевые заслуги»[2];
- Медаль «За победу над Германией в Великой Отечественной войне 1941—1945 гг.» (05.09.1945)[5];
- медали.